# Salome Sellers
Salome Sellers (nascida Sylvester; 19 de outubro de 1800 – 9 de janeiro de 1909) foi uma centenária americana que foi a última sobrevivente conhecida do Século XVIII.

## Biografia
Salome Sylvester nasceu em Deer Isle, Maine, a filha de Edward Sylvester e Deborah Cushman. Ela cresceu em Deer Isle e se casou com Joseph Sellers em 23 de dezembro de 1830. O casal tinha seis filhos juntos, Salome sobrevivia a todos, exceto o filho mais velho, William Sellers. Salome ficou viúva em 1865.
Devido a sua vida excepcionalmente longa, Salome foi freqüentemente exibida nos jornais locais e visitada por pessoas interessadas em sua longa vida, algo que Salome expressou uma vez como "Eu vivi muito tempo. Eu sou apenas uma curiosidade agora para que as pessoas venham e olhem".
Salome Sellers morreu na mesma casa que ela e seu marido construíram em 1830 em Deer Isle, Maine, em 9 de janeiro de 1909 aos 108 anos e 82 dias. Sua casa é hoje conhecida como Salome Sellers House é o lar da Sociedade Histórica Deer Isle-Stonington. Também houve um livro escrito sobre sua vida: "Uma mulher da ilha: Salome Sylvester Sellers, 1800-1909".